# Underachievers Please Try Harder
Underachievers Please Try Harder är det andra studioalbumet av indiepopbandet Camera Obscura, utgivet i september 2003 på Elefant Records. Amerikanska utgåvan släpptes av Merge Records i januari 2004. "Teenager" och "Keep It Clean" gavs även ut som singlar.
Camera Obscura producerade albumet tillsammans med Geoff Allen.

## Låtlista
| Nr  | Titel                                | Längd |
| --- | ------------------------------------ | ----- |
| 1.  | Suspended from Class                 | 3:46  |
| 2.  | Keep It Clean                        | 3:16  |
| 3.  | A Sisters Social Agony               | 3:59  |
| 4.  | Teenager                             | 3:40  |
| 5.  | Before You Cry                       | 2:59  |
| 6.  | Your Picture                         | 3:08  |
| 7.  | Number One Song                      | 4:07  |
| 8.  | Let Me Go Home                       | 3:35  |
| 9.  | Books Written for Girls              | 5:13  |
| 10. | Knee Deep at the National Pop League | 5:10  |
| 11. | Lunar Sea                            | 4:56  |

| 12. | I Don't Want to See You  | 3:14 |
| 13. | Footloose and Fancy Free | 2:54 |

## Medverkande
Musiker
- Nigel Baillie – trumpet
- Lindsey Boyd – keyboard
- Tracyanne Campbell – sång, gitarr
- Gavin Dunbar – bas
- John Henderson – sång, slagverk
- Carey Lander – orgel, piano, sång
- Kenny McKeeve – sång, gitarr, munspel, mandolin

Produktion
- Camera Obscura – producent
- Geoff Allan – producent, ljudtekniker
- Frank Arkwright – mastering
- Stuart Murdoch – fotografi